# 비토리아역 (브레시아 지하철)
비토리아 (Vittoria) 역은 이탈리아 북부 브레시아의 브레시아 지하철에 속한 역이다. 브레시아 도심의 비토리아 광장 북서쪽에 위치해 있다.
이 일대는 예로부터 유서깊은 도시 중심부였기 때문에 고고학 발굴이 잦았으며, 비토리아 역도 공사 도중에 중세 후반대에 지어진 것으로 추정되는 탑의 유적이 발굴되면서 건설이 지연되고 역 건물 설계를 바꾸는 과정을 겪었다.

## 시설
이 역에는 다음과 같은 시설이 있다.
- 매표기

## 환승
- 버스 정류장